# Resolutie 1011 Veiligheidsraad Verenigde Naties
Resolutie 1011 van de Veiligheidsraad van de Verenigde Naties werd unaniem aangenomen op 16 augustus 1995. De Veiligheidsraad besloot middels deze resolutie de Rwandese overheid tijdelijk en met een aantal beperkingen uit te zonderen van het wapenembargo tegen Rwanda.

## Achtergrond
Toen Rwanda een Belgische kolonie was, werd de Tutsi-minderheid in het land verheven tot een elite die de grote Hutu-minderheid wreed onderdrukte. Na de onafhankelijkheid werden de Tutsi verdreven en namen de Hutu de macht over. 
Het conflict bleef aanslepen, en in 1990 vielen Tutsi-milities verenigd als het FPR Rwanda binnen. Met westerse steun werden zij echter verdreven. In Rwanda zelf werd de Hutu-bevolking opgehitst tegen de Tutsi. Dat leidde begin 1994 tot de Rwandese genocide. De UNAMIR-vredesmacht van de Verenigde Naties kon vanwege een te krap mandaat niet ingrijpen.

## Inhoud
De Veiligheidsraad had een rapport van secretaris-generaal Boutros Boutros-Ghali gekregen over het toezicht op de wapenbeperkingen en de vooruitgang van de UNAMIR-vredesmacht. Wapenbezit onder de bevolking was een belangrijke destabiliserende factor in het Grote Merengebied. Zaïre had voorgesteld een internationale commissie onder de VN op te richten om wapenleveringen aan Rwanda te onderzoeken. De registratie en markering van wapens zou veel bijdragen aan controle erop.
Het vorige regime van Rwanda viel het land nog geregeld binnen vanuit de vluchtelingenkampen in de buurlanden. Alle lagen van de Rwandese bevolking, behalve de genocideleiders, moesten gesprekken beginnen. Rwanda verzocht om opheffing van het wapenembargo tegen het land, om zijn bevolking te kunnen beschermen. Dat embargo was bedoeld om te vermijden dat wapens werden gebruikt in de slachtpartijen onder de bevolking. Er was al beslist om UNAMIR af te slanken (zie resolutie 997) en Rwanda was zelf verantwoordelijk voor zijn veiligheid.
Er was ook ongerustheid over Rwanda's juridische systeem, en vooral overbevolking, gebrek aan rechters, het opsluiten van minderjarigen en ouderen en het ontbreken van een snel rechtssysteem. De VN en donorlanden namen in samenwerking met Rwanda maatregelen om hieraan iets te doen.
De secretaris-generaal werd gevraagd zo snel mogelijk aanbevelingen te doen over een commissie om een onderzoek te voeren naar de wapenstroom naar voormalige Rwandese overheidstroepen in het Grote Merengebied. Rwanda en diens
buurlanden werden gevraagd met die commissie mee te werken. Ook moest de secretaris-generaal binnen de maand rapporteren over de voorbereiding van een regionale veiligheidsconferentie en -bijeenkomst voor de problemen bij
de terugkeer van vluchtelingen. Rwanda werd gevraagd een vertrouwenssfeer te creëren voor hun veilige terugkeer en de humanitaire problemen in de gevangenissen op te lossen.
De Veiligheidsraad besloot dat het wapenembargo tegen Rwanda tot 1 september 1996 niet zou gelden voor de Rwandese overheid via een aantal toegangspunten die door dat land moesten worden opgelijst en verstrekt aan de VN, die ze zou doorgeven aan de lidstaten. Na die datum zouden de wapenbeperkingen tegen de Rwandese overheid worden beëindigd. Wapenleveringen aan anderen dan de Rwandese overheid bleven verboden. Rwanda mocht zijn wapens ook niet doorverkopen aan buurlanden of personen die niet voor de overheid werkten. Alle landen moesten wapenleveringen aan Rwanda melden aan het met resolutie 918 opgerichte comité dat toezag op het wapenembargo. De secretaris-generaal werd gevraagd om na zes en twaalf maanden te rapporteren over die leveringen.

## Verwante resoluties
- Resolutie 997 Veiligheidsraad Verenigde Naties
- Resolutie 1005 Veiligheidsraad Verenigde Naties
- Resolutie 1013 Veiligheidsraad Verenigde Naties
- Resolutie 1028 Veiligheidsraad Verenigde Naties

Lijst ·  970 ·  971 ·  972 ·  973 ·  974 ·  975 ·  976 ·  977 ·  978 ·  979 ·  980 ·  981 ·  982 ·  983 ·  984 ·  985 ·  986 ·  987 ·  988 ·  989 ·  990 ·  991 ·  992 ·  993 ·  994 ·  995 ·  996 ·  997 ·  998 ·  999 ·  1000 ·  1001 ·  1002 ·  1003 ·  1004 ·  1005 ·  1006 ·  1007 ·  1008 ·  1009 ·  1010 ·  1011 ·  1012 ·  1013 ·  1014 ·  1015 ·  1016 ·  1017 ·  1018 ·  1019 ·  1020 ·  1021 ·  1022 ·  1023 ·  1024 ·  1025 ·  1026 ·  1027 ·  1028 ·  1029 ·  1030 ·  1031 ·  1032 ·  1033 ·  1034 ·  1035